# Campionat del Món de clubs d'handbol
El Campionat del Món de Clubs d'handbol, oficialment anomenat IHF Super Globe, és una competició d'handbol que enfronta els respectius campions de cada una de les 5 confederacions internacionals. L'organitza la Federació Internacional d'Handbol des de 1997. Les primeres edicions es van disputar cada 5 anys (1997, 2002 i 2007), després cada 3 anys (2010), i a partir del 2010 la competició va començar a ser anual. Inicialment els equips europeus no van mostrar massa interès per aquesta competició minvant la seva importància esportiva. Per aquest motiu es va augmentar la dotació econòmica dels premis, i aleshores la competició va adquirir major interès per als millors equips d'handbol europeus. D'aquesta manera, en els anys 2014 i 2015 el guanyador va rebre un premi de 400.000 euros, el segon 250.000 i el tercer 150.000. D'altra banda, els equips d'altres continents també contracten alguns dels millors jugadors de handbol per jugar específicament aquesta competició.

## Historial
| En negreta = Equip guanyador (1) = Nombre de campionats (prò.) = Pròrroga (p.) = Tanda de penals Nota: Noms dels equips segons l'època |

| Edició | Any  | Data                                       | Campió                                     | Resultat                                   | Subcampió                                  | Seu                                        | refs.  |
| ------ | ---- | ------------------------------------------ | ------------------------------------------ | ------------------------------------------ | ------------------------------------------ | ------------------------------------------ | ------ |
| I      | 1997 | 07-06-1997                                 | Caja Cantabria (1)                         | 30-29                                      | Drammen HK                                 | Viena                                      | [ 2 ]  |
| II     | 2002 | N/D                                        | Al-Sadd (1)                                | lligueta                                   | SC Magdeburg                               | Doha                                       |        |
| III    | 2007 | N/D                                        | BM Ciudad Real (1)                         | lligueta                                   | Al-Ahly                                    | El Caire                                   |        |
| IV     | 2010 | 21-05-2010                                 | BM Ciudad Real (2)                         | 30-25                                      | Al-Sadd                                    | Aspire Dome, Doha                          |        |
| V      | 2011 | 18-05-2011                                 | THW Kiel (1)                               | 28-25                                      | BM Ciudad Real                             | Al-Gharafa Sports Club Hall, Doha          |        |
| VI     | 2012 | 01-09-2012                                 | Atlétic de Madrid (1)                      | 28-23                                      | THW Kiel                                   | Al-Gharafa Sports Club Hall, Doha          |        |
| VII    | 2013 | 30-08-2013                                 | FC Barcelona (1)                           | 27-25                                      | HSV Hamburg                                | Al-Gharafa Sports Club Hall, Doha          | [ 3 ]  |
| VIII   | 2014 | 12-09-2014                                 | FC Barcelona (2)                           | 34-26                                      | Al-Sadd                                    | Al-Gharafa Sports Club Hall, Doha          | [ 4 ]  |
| IX     | 2015 | 10-09-2015                                 | Füchse Berlin (1)                          | 28-27 (prò.)                               | MKB Veszprém                               | Duhail Handball Sports Hall, Doha          | [ 5 ]  |
| X      | 2016 | 08-09-2016                                 | Füchse Berlin (2)                          | 29-28                                      | PSG                                        | Duhail Handball Sports Hall, Doha          | [ 6 ]  |
| XI     | 2017 | 28-08-2017                                 | FC Barcelona (3)                           | 29-25                                      | Füchse Berlin                              | Duhail Handball Sports Hall, Doha          | [ 7 ]  |
| XII    | 2018 | 19-10-2018                                 | FC Barcelona (4)                           | 29-24                                      | Füchse Berlin                              | Duhail Handball Sports Hall, Doha          | [ 8 ]  |
| XIII   | 2019 | 31-08-2019                                 | FC Barcelona (5)                           | 34-32                                      | THW Kiel                                   | Ministry of Sports Hall, Dammam            | [ 9 ]  |
|        | 2020 | Cancel·lat degut a la Pandèmia de COVID-19 | Cancel·lat degut a la Pandèmia de COVID-19 | Cancel·lat degut a la Pandèmia de COVID-19 | Cancel·lat degut a la Pandèmia de COVID-19 | Cancel·lat degut a la Pandèmia de COVID-19 |        |
| XIV    | 2021 | 09-10-2021                                 | SC Magdeburg (1)                           | 33-28                                      | FC Barcelona                               | King Abdullah Sports City, Jiddah          | [ 10 ] |
| XV     | 2022 | 23-10-2022                                 | SC Magdeburg (2)                           | 41-39 (prò.)                               | FC Barcelona                               | Dammam Sports Hall, Dammam                 | [ 11 ] |
| XVI    | 2023 | 12-11-2023                                 | SC Magdeburg (3)                           | 34-32 (prò.)                               | Füchse Berlin                              | Dammam Sports Hall, Dammam                 |        |

## Palmarès

### Per clubs
| Club                     | Campió | Subcampió | Final | Anys campió                 | Anys subcampió   |
| ------------------------ | ------ | --------- | ----- | --------------------------- | ---------------- |
| Futbol Club Barcelona    | 5      | 2         | 7     | 2013, 2014,2017, 2018, 2019 | 2021, 2022       |
| Sportclub Magdeburg      | 3      | 1         | 4     | 2021, 2022, 2023            | 2002             |
| Füchse Berlin            | 2      | 3         | 5     | 2015, 2016                  | 2017, 2018, 2023 |
| BM Ciudad Real           | 2      | 1         | 3     | 2007, 2010                  | 2011             |
| Al-Sadd                  | 1      | 2         | 3     | 2002                        | 2010, 2014       |
| THW Kiel                 | 1      | 2         | 3     | 2011                        | 2012, 2019       |
| Club Balonmano Cantabria | 1      | 0         | 1     | 1997                        | —                |
| BM Atlético de Madrid    | 1      | 0         | 1     | 2012                        | —                |
| Drammen HK               | 0      | 1         | 1     | —                           | 1997             |
| Al-Ahly                  | 0      | 1         | 1     | —                           | 2007             |
| HSV Hamburg              | 0      | 1         | 1     | —                           | 2013             |
| Paris Saint-Germain      | 0      | 1         | 1     | —                           | 2016             |